# Лінія мас
Лінія мас (кит.: 群众路线) — одна з основних концепцій в маоїзмі, розвиток марксистсько-ленінської теорії лінії партії.

## Теорія
За словами Мао, Комуністична партія має підтримувати тісні зв'язки із масами. На його думку, лінія мас відіграє важливу роль у марксистській теорії пізнання.
|              | Це означає: підсумовувати думки мас (розрізнені та безсистемні) і знову нести їх (узагальнені та систематизовані в результаті вивчення) у маси, пропагувати та роз'яснювати їх, робити їх ідеями самих мас, щоб маси відстоювали ці ідеї та втілювали їх у дії; водночас на діях мас перевірятимуть правильність цих ідей. Потім потрібно знову підсумовувати думки мас і знову нести їх у маси, щоб маси їх відстоювали, і так без кінця. Щоразу ці ідеї будуть ставати все більш правильними, більш життєвими, більш повноцінними. Цьому вчить марксистська теорія пізнання. |
| — Мао Цзедун | |

Таким чином, вона представляє діалектичні єдність теорії та практики.
У теорії та практиці маоїзму «Лінія мас» є не лише однією з форм зовнішньої партійної політики (відносини між партією та масами поза партією), але також внутрішньої (відносини між кадрами та рядовими членами партії).

## Історія
Теорія «Лінії мас» відіграла значну роль у політиці КПК під час Культурної революції. Нині концепція підтримується багатьма маоїстськими організаціями, наприклад КП Перу «Сяючий шлях» і КП Філіппін.